# Oskar Schneider
Oskar A. Schneider, Oscar Schneider (ur. 4 czerwca 1898 w Gossau, zm. 6 listopada 1961 w Chicago) – szwajcarski dyplomata i urzędnik konsularny.
Pełnił szereg funkcji w szwajcarskiej służbie zagranicznej, m.in. sekretarza ambasad Szwajcarii - w Paryżu (1925-1927) i Londynie (1927-1934), sekretarza konsulatu generalnego w Dublinie (1934-1939), kier. konsulatu w Gdańsku (1939-1940), urzędnika z tytułem wicekonsula w sekcji prawnej i prywatnych interesów majątkowych za granicą Federalnego Departamentu Politycznego (Das Eidgenössische Politische Departement) (1940-1943), kierownika sekcji tamże (1944-1945), konsula w Manili (1945-1951), konsula/konsula generalnego w Manchesterze (1951-1955), i konsula generalnego w Chicago (1955-1961), gdzie zmarł.